# Distenia levitemporalis
Distenia levitemporalis är en skalbaggsart som beskrevs av Heller 1924. Distenia levitemporalis ingår i släktet Distenia och familjen långhorningar.
Artens utbredningsområde är Filippinerna. Inga underarter finns listade i Catalogue of Life.